# آرثر ويلينغتون روس
آرثر ويلينغتون روس هو سياسي كندي، ولد في 25 مارس 1846 في كندا، وتوفي في 25 مارس 1901 في تورونتو في كندا. حزبياً، نشط في Liberal-Conservative Party ‏. وقد انتخب عضو مجلس العموم الكندي.